# Daikin Park
O Daikin Park (que já foi chamado de Enron Field, Astros Field e Minute Maid Park) é um estádio localizado em Houston, Texas (EUA). É a casa do time de baseball da MLB Houston Astros.
É o primeiro estádio com teto retrátil da cidade, já que o Astrodome era um estádio fechado. Muitos fãs ficaram divididos sobre a preferência.
Inaugurado em 30 de março de 2000, custou US$ 250 milhões de dólares e tem capacidade para 40.950 torcedores.
Em abril de 1999 (um ano antes da inauguração) foi nomeado Enron Field num contrato de Naming rights de 30 anos por US$ 100 mihões com a empresa energética Enron. Em 2001 com a falência da empresa, o contrato foi cancelado e o estádio passou a se chamar Astros Field (Campo dos Astros, numa referência ao time de baseball). Em junho de 2002, a empresa de sucos e refrigerantes Minute Maid (subsidiária da Coca Cola) adquiriu o direito ao nome por 28 anos por cerca de US$ 100 milhões.
Recebeu o All-star game da MLB de 2004. 
Recebeu o evento da WWE Royal Rumble de 2020.